# Tomomi Sugimoto
Tomomi Sugimoto (en japonés: 杉本智美, Sugimoto Tomomi; 9 de noviembre de 1994) es una deportista japonesa que compitió en tiro con arco, en la modalidad de arco recurvo. Ganó una medalla de oro en el Campeonato Mundial de Tiro con Arco en Sala de 2016, en la prueba de equipo.

## Palmarés internacional
| Campeonato Mundial en Sala | Campeonato Mundial en Sala | Campeonato Mundial en Sala | Campeonato Mundial en Sala |
| Año                        | Lugar                      | Medalla                    | Prueba                     |
| -------------------------- | -------------------------- | -------------------------- | -------------------------- |
| 2016                       | Ankara (Turquía)           | Medalla de oro             | Equipo                     |